# Tubmanburg
Tubmanburg – miasto w zachodniej Liberii; stolica hrabstwa Bomi. Według danych na rok 2008 liczy 13 144 mieszkańców.